# Juan García Avello y Castrillón
Juan García-Avello y Castrillón (Luarca, 19 de febrero de 1673 - Oviedo, 30 de octubre de 1744) fue un religioso español, obispo de Oviedo.

## Biografía
Hidalgo por parte paterna y materna, desciende de la casa señorial de Taborcías, en Santiago (Luarca). Estudia teología en la Universidad de Oviedo, doctorándose. En 1697 fue becado y accedió al Colegio de San Pelayo de la Universidad de Salamanca, donde continuó estudiando. En 1713 es nombrado rector de la Universidad de Oviedo, cargo que ocupará un año hasta 1714.
El 8 de enero de 1730 es promulgado para el cargo de obispo de Oviedo accediendo al puesto el 16 de abril de 1730. Es elogiado por el Padre Enrique Flórez en su Historia sagrada. Gregorio Marañón lo adjetivó como "austero e inteligente", al comentar su relación con Benito Feijóo en la cuestión de las supuestas milagrosas Flores de San Luis del Monte, tema sobre el cual el biografiado emitió un decreto el 6 de agosto de 1743.

## Obras
- Manifiesto contra el padre don Carlos Castañeda, sobre la fundación del Seminario de Misioneros, en Gijón. Oviedo, s.a.
- Constituciones de la Cofradía de la gloriosa Santa Eulalia de Mérida, Patrona del Principado de Asturias, restablecida y nuevamente fundada en el día 22 del mes de julio de 1730. Oviedo, 1730.

| Predecesor: Manuel José de Hendaya y Haro | Obispo de Oviedo 1730–1744 | Sucesor: Gaspar José Vázquez Tablada |